# Gare de Mór
La gare de Mór (en hongrois : Mór vasútállomás) est une halte ferroviaire hongroise, située à Mór.